# Scobicia chevrieri
Scobicia chevrieri là một loài bọ cánh cứng trong họ Bostrichidae. Loài này được Villa & Villa miêu tả khoa học năm 1835.